# Družba svetega Cirila in Metoda
Družba svetega Cirila in svetega Metoda je bila leta 1885 v Ljubljani ustanovljena zasebna, narodnoobrambna, šolska organizacija, ki je ustanavljala vrtce in osnovne šole na področju Kranjske, Primorja, Koroške, Štajerske in Istre. 

## Razmere v času nastanka Družbe
V obdobju, v katerem je Družba sv. Cirila in Metoda nastajala, so se zaostrili narodnostni spopadi na gospodarskem, političnem, kulturnem, jezikovnem področju v habsburški monarhiji. Dominantni narodi monarhije so izvajali raznarodovalni pritisk na gospodarsko šibkejše in politično podrejene narode. V 60. letih 19. stoletja so bili s pomočjo nemške liberalne buržoazije sprejeti nekateri liberalni zakoni, vendar ti niso posegali na področje narodnostnih odnosov. Problematičen je bil tudi zakon o osnovnošolski prenovi iz leta 1869. Predvideval je modernizacijo šol, temeljitejše izobraževanje učiteljev, ni pa se posvetil problematiki narodnostne enakopravnosti. V katerem jeziku bo potekal pouk, so odločale deželne šolske oblasti, ki so jih v slovenskih deželah z izjemo Kranjske po večini vodili Nemci in Italijani, zato je bilo samoumevno, da je prihajalo do vsiljevanj jezika. Ustanavljali so zasebne šolske organizacije, ki so vodile raznarodovalno politiko na šolskem področju; to sta bili nemška Deutscher Schulverein in italijanska Lega Nazionale.

## Začetki
Ivan Vrhovnik je v Slovenskem narodu 28. novembra 1884 anonimno objavil članek z naslovom: »Osnujmo si šolsko družbo sv. Cirila in Metoda«. Zamislil si jo je po vzoru družbe sv. Mohorja, zgledoval pa se je tudi po delovanju Čehov. Vrhovnikov članek je naredil velik vtis, saj se je že konec decembra leta 1884 sestal ustanovni odbor. Luka Svetec je sestavil družbena pravila. Uradno je bila družba ustanovljena leta 1885, ob 1000-letnici smrti sv. Metoda. Prvi predsednik je postal Tomo Zupan, ki si je prizadeval za vseslovensko, nepolitično organizacijo.

## Delovanje
Delovanje Družbe sv. Cirila in Metoda delimo na dva sklopa, in sicer na »podarjevalnega« in »zbiralnega«. Prvi sklop je obsegal financiranje otroških vrtcev in osnovnih šol, ki so bili ustanovljeni s pomočjo Družbe svetega Cirila in Metoda, poleg tega pa so denarno pomoč nudili tudi nekaterim drugim slovenskim narodnoobrambnim organizacijam in posameznikom (učiteljem, študentom). Sredstva so namenjali za gradnjo in vzdrževanje lastnih šolskih zavodov, za nakup učbenikov in učil, pomagali pa so tudi slovenskim javnim šolam. Zbiralni sklop je obsegal pridobivanje sredstev. Večino prihodkov je Družba dobila s prostovoljnimi prispevki. Delež od prodanih izdelkov so prispevali nekateri slovenski časniki, podjetniki in trgovci, posamezniki pa so družbi poklanjali darila in volila. Družba je organizirala različne prireditve – plese, veselice, igre , od katerih je bil izkupiček namenjen za potrebe Družbe sv. Cirila in Metoda ter njenih podružnic. Del stroškov so pokrili tudi s pobiranjem članarine. Članstvo je bilo razdeljeno na več stopenj. Tisti, ki so plačevali višjo članarino, so imeli več pravic in večjo funkcijo. Na vrhu lestvice so bili pokrovitelji, ki so morali za Družbo prispevati najmanj 100 goldinarjev, sledili pa so jim ustanovniki, ki so morali plačati po 10 goldinarjev. Tako pokroviteljem kot ustanovnikom je bilo treba plačati zgolj enkrat. Letniki (1 goldinar) in podporniki (10 krajcarjev) pa so plačevali članarino vsako leto. Družba je izdajala tudi svoj časopis, ki se je sprva imenoval Vestnik šolske družbe Cirila in Metoda, po letu 1904 pa Koledar šolske družbe Cirila in Metoda. Objavljali so sezname pokroviteljev, poročila sej, pa tudi strokovna in leposlovna besedila.

## Politika
Družba je bila sprva organizirana slogaško, močno pa je bil poudarjen verski motiv. Zavzemali so za obrambo narodnostnih pravic, katoliške vere in moralnih vrednot. Družba je bila nadstrankarsko usmerjena, veliko vlogo pa so igrali duhovniki. Slogaštvo je ohranila vse do umika Zupana leta 1907. Takrat v Družbi pride do razcepa, prevladajo liberalci, zato klerikalci izstopijo.

## Podružnice
Prispevki podružnic so običajno pomenili najvišjo redno finančno dohodkovno postavko proračuna Družbe. Poleg vira sredstev so podružnice igrale tudi pomembno vlogo pri prebujanju narodne zavesti Slovencev in imele širši kulturni pomen. Mreža podružnic se je širila po Kranjski, Štajerski, Goriškem, Trstu, Istri, Koroškem, nekaj pa jih je bilo ustanovljenih tudi v Ameriki. V letih med 1885 in 1918 jih je delovalo 336. Podružnica je bila ustanovljena le, če je pristopilo 20 članov. Vodstvo je skrbno spremljalo delovanje podružnic z okrožnicami in članki v Koledarjih. Največ podružnic je bilo mešanih – za dekleta in fante, drugače pa so obstajale tudi ločene . Zlasti za ženske je Družba sv. Cirila in Metoda pomenila velik družbeno-socialni razvoj, saj je ustvarila enega od prvih okolij, kjer so ženske lahko enakopravno delovale.

## Po letu 1918
Prva svetovna vojna in razkosanje slovenskega ozemlja po vojni, sta okrnila delovanje družbe. Tretjina podružnic družbe sv. Cirila in Metoda ( na koroškem in tržaškem) je spadala pod Italijo in Avstrijo, ti pa so tem podružnicam prepovedali delovanje. Podpirati je začela javne šole na Kočevskem, ob severni meji in v Prekmurju. Po letu 1945 se je dejavnost družbe usmerila predvsem na pomoč zamejskim Slovencem. V petdesetih letih je družba prenehala delovati, zaradi številnih sporov in nezainteresiranosti nove oblasti, da bi družbo ohranili.